# Морган (Юта)
Вижте пояснителната страница за други значения на Морган.
Морган (на английски: Morgan) е град в окръг Морган, щата Юта, САЩ. Морган е с население от 2635 жители (2000) и обща площ от 8,3 km². Намира се на 1545 m надморска височина. ЗИП кодът му е 84050, а телефонният му код е 801.